# Aviofer
Aviofer S.p.A. è stata una società finanziaria italiana, controllata dall'EFIM. Deteneva partecipazioni dirette e indirette in aziende di costruzioni meccaniche.

## Storia
È nata nel 1969 con il nome di Breda Rovi, controllata dalla FinBreda nell'ambito di un processo di razionalizzazione dell'IRI che ha ceduto a Breda Rovi tutte le aziende operanti nel settore del materiale ferroviario: anche le aziende dello stesso tipo dell'allora FIM passano sotto la nuova società pubblica. Nel 1982 diventa Aviofer Breda. Nel 1996 passa sotto il controllo di Finmeccanica (oggi Leonardo).

## L'ex Gruppo
- Breda Costruzioni Ferroviarie: produzione di materiale rotabile
- Avis-Industrie Stabiensi Meccaniche e Navali: produzione e riparazione di materiale ferroviario)
- Cometra: produzione componenti ferroviari di mezzi di trasporto su strada
- BredaMenarinibus: produzione di veicoli per il trasporto di persone e cose
- Imesi - Industrie Meccaniche Siciliane
- Reggiane
- Agusta: costruzioni aeronautiche
- Breda Nardi
- Elicotteri Meridionali
- Fonderie Officine Meccaniche: produzione di leghe per le costruzioni aeronautiche;
- Industria Aeronautica Meridionale: componentistica per le costruzioni aeronautiche;
- OMI-Ottico Meccanica Italiana: sistemi elettronici per il volo;
- SIAI-Marchetti: produzione di aerei da addestramento

Nel 1995 il fatturato complessivo del gruppo è stato pari a 613 miliardi di lire, interamente realizzato in Italia